# Dimitrios Awramis
Dimitrios Awramis (gr. Δημήτριος Αβράμης; ur. 1 stycznia 1975) – grecki zapaśnik walczący w stylu klasycznym. Dwukrotny olimpijczyk. Piąty w Atenach 2004 i dwunasty w Sydney 2000. Startował w kategoriach 76–84 kg.
Pięciokrotny uczestnik mistrzostw świata; stanął na najniższym stopniu podium w 1999. Srebrny medalista mistrzostw Europy w 2004 i brązowy w 1999 a szósty w 1995. Wicemistrz igrzysk śródziemnomorskich w 1997. Drugi na ME juniorów w 1993 roku.
- Turniej w Sydney 2000 – 76 kg

Pokonał Ormianina Lewona Geghamiana i przegrał ze Szwedem Arą Abrahamianem.
- Turniej w Atenach 2004 – 84 kg

Wygrał z Norwegiem Fritzem Aanesem i Irańczykiem Behruzem Dżamszidim a przegrał z Rosjaninem Aleksiejem Miszinem.